# Джодха (Марвар)
Джодха Рао (*राव जोधा28 березня 1416 — 6 квітня 1489) — раджа Мандора (Марвару) у 1427—1489 роках.

## Життєпис
Походив з клану Ратхор. Був сином Ранмала, раджі Мандори. 433 року після вбивства раджі Мокала його батько став регентом князівства Мевар при малолітньому раджі Кумбхі, призначивши Джодху керувати в Марварі. 
На початку 1430-х років разом з батьком брав учатсь у військових кампаніях проти Ахмед-шаха I, султана Гуджарату. У 1438 році після загибелі батька внаслідок змови в Меварі, успадкував владу. Невдовзі зазнав нищівної поразки й втратив значну частину держави й столицю Мандор. Втім продовжив боротьбу, яка тривала 15 років. Водночас разом з Кумбхою діяв проти Малавського султанату. Лише у 1453 році повернув собі усі володіння. 
Втім після цих перемог виник конфлікт з князівством Мевар. Джоджа захопив міста Чаукад, Сохат, Мерта, Багірунда і Косана. Втім невдовзі раджути врегулювали суперечки з огляду на небезпеку з боку Гуджарату і Мальви. 
У 1459 році вирішив перенести столицю на нове місце, де і заклав місто Джодхпур. Збереглася легенда про те, як це відбувалося. Джодха Рао попросив поради у індуїстського аскета, і той вказав сприятливе місце, яке виявилося на гострому виступі скелі: фортеця, збудована тут, обіцяла бути абсолютно неприступною. Тут була збудована чудова, єдина в своєму роді, велика і могутня фортеця, царський палац та інші споруди в ній. Фортеця вражала уяву. Але Джодха Рао не врахував, що на високій скелі, де стоїть фортеця, немає джерел води. І хоча потім була розроблена дуже складна система подачі води зі ставків біля підніжжя скелі в фортецю, це позбавило фортецю її оборонного значення. Незабаром біля підніжжя скелі виросло велике місто, нова столиця князівства. Його розвитку сприяло вигідне розташування на торгівельному шляху з Делі до Гуджарату. Тут заснував першу придворну художню майстерню.
У 1468 році, відповідно до угоди з Удай Сінґхом I, раджею Мевара, отримав міста Аджмер і Самбхар. Згодом переміг Аджіт Сінґха, раджи Могілаваті, захопивши зрештою це князівство.

## Родина
Джодха Рао мав 14 синів, серед яких:
- Рао Сатал, раджа Джодхпура у 1489-1491 роках
- Суджа, раджа Джодхпура у 1491–1515 роках
- Біка, раджа Біканера
- Дуда, раджа Мерти